# Lecanomancia
La lecanomancia (del griego λεκάνη, "plato, sartén" + μαντεία, "adivinación") es una forma de adivinación que utiliza un plato, generalmente con agua. Como muchas formas antiguas de adivinación, tiene múltiples variantes.
La forma más antigua de lecanomancia parece provenir de la antigua Babilonia, aunque es mencionada en un solo texto.  Incluso allí, se utilizaban dos tipos de adivinación diferentes. Algunos magos de la corte utilizaban la lecanomancia inductiva, mediante el cual el mago o sacerdote observaba patrones de aceite dentro del agua para predecir el futuro.  Se cree que a partir de esta práctica se desarrolló la otra variante, llamada, lecanomancia intuitiva, y que simplemente requería que el mago interpretara las ondas del agua a través de la meditación. 
Existe evidencia de que los mesopotámicos utilizaban la lecanomancia inductiva, aunque a veces sustituían el aceite por harina. 
En el Antiguo Testamento, aparentemente José utilizó una forma de lecanomancia en Egipto (Génesis 44:5, "¿No es ésta la copa de la que bebe mi señor y también la usa para adivinar? Maldad habéis hecho.")   
El pueblo Catawba utilizaba un sistema de adivinación completamente diferente, que todavía se clasifica como lecanomancia, mediante el cual se colocaba un cuenco de agua junto a la cabeza de una persona fallecida.  Al tercer día de estar presente el cuenco, la familia del difunto observaba el cuenco en busca de ondas, y estas eran interpretadas para determinar el destino del alma del difunto. 
En la Europa medieval, la lecanomancia involucró cuencos de vidrio transparente, que se llenaban con agua para determinar el futuro.  Esto contrasta marcadamente con las formas anteriores de adivinación, que utilizaban cuencos o palanganas de barro. 
Otra forma de lecanomancia consistió en dejar caer una piedra al agua e interpretar las ondas que producía.  En otra variante más, se pensaba que los demonios entraban al agua, produciendo ondas que podían interpretarse, y podían también ser obligados a responder las preguntas del vidente. 